# Res judicata
Res judicata (лат.)  — правова доктрина, що походить із римського права і означає остаточність рішення суду, яке набрало законної сили.  
"Res judicata" (вирішена справа), це скорочення від фрази "res judicata pro veritate habetur!" (лат.- судове рішення визнається за істину), що означає незмінність рішення і передусім необхідність безпосереднього забезпечення його виконання . 
Значення "res judicata", полягає в тому, що сторона обвинувачення, яка при завершенні судового провадження отримала належне й остаточне рішення, не може ініціювати інше провадження щодо того самого обвинуваченого за тим самим правопорушенням. Таким чином положення попереджає пролонгування судового провадження.

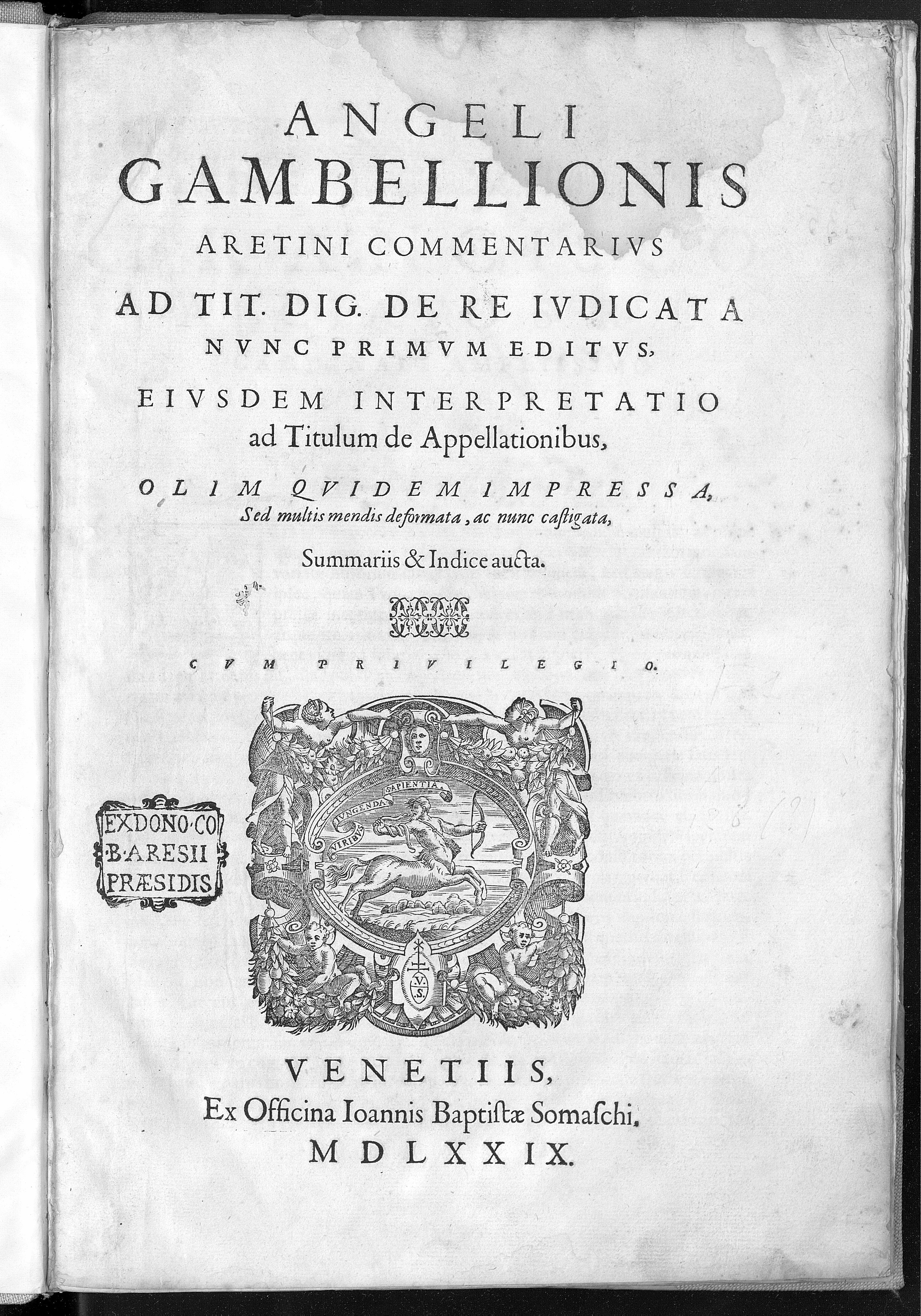
Angelo Gambiglioni, De re iudicata, 1579

Правова доктрина діє як в країнах загального права, так і в країнах романо-германської системи права і має однаковий зміст: справа, після остаточного судового провадження, не підлягає перегляду. Окрім того, у загальному праві "res judicata" є моделлю захисту.   

## Міжнародне закріплення res judicata
Як засада судочинства «рес юдіката» визнана на міжнародному рівні та закріплена низкою актів міжнародного права. 
Зокрема, у  ч. 1 ст. 44 Конвенції про захист прав людини і основоположних свобод 1950 р. зазначено, що рішення Великої Палати є остаточним. 
У Міжнародному пакті про громадянські та політичні права 1966 р., у ч. 7 ст. 14 зазначено, що ніхто не повинен бути вдруге засуджений  чи  покараний  за  злочин,  за  який він уже був остаточно засуджений або виправданий  відповідно до закону  і  кримінально-процесуального  права  кожної  країни. 
У статті 4  Протоколу № 7 (1988 р.) до Конвенції про захист прав людини і основоположних свобод закріплено право не бути притягненим до суду двічі, що, однак, не перешкоджає відновленню провадження за наявності нових або нововиявлених фактів чи у випадку виявлення суттєвих недоліків у попередньому судовому рішенні (ч. 1 ст. 4 Протоколу).
Згадується положення доктрини "res judicata"  і в ст. 9 Європейської конвенції про видачу правопорушників 1957 р., де зазначено, що видача не здійснюється, якщо компетентні органи запитуваної сторони винесли остаточне рішення щодо особи, видачу якої вимагали у зв'язку з правопорушенням або правопорушеннями, з приводу яких запитується видача. 
Аналогічна вимога містить і частина V ст. 35 Європейської конвенції  про передачу провадження у кримінальних справах (ETS N 73) 1995 року.

## Повторний ризик як  частина res judicata
"Res judicata" тісно пов'язана із принципом, що ніхто не має бути вдруге засуджений чи покараний за той самий злочин, виражений  у формулі non bis in idem (із лат. «одна дія двічі не карається») . У такому значенні принцип є складовою частиною правової доктрини.   
Головною умовою для реалізації "non bis in idem"  є тотожність інкримінованого особі діяння, за яке її вже було виправдано чи засуджено. 
У рішенні Європейського суду з прав людини у справі "Фішер проти Австрії" від 29 травня 2001 р. зазначено, що для вирішення питання про порушення правила «non bis in idem» слід встановити, чи мають ці правопорушення одні й ті самі суттєві елементи .
У рішенні у справі "Градінгер проти Австрії" від 23 жовтня 1995 р. Європейський суд з прав людини підкреслив, що відмінність у рішенні у провадженні стосується не тільки найменування правопорушень, але і  їх сутності та мети .
Принцип "ne bis in idem" перешкоджає повторному розгляду провадження у разі прийняття судом остаточного рішення, однак не забороняє перегляд провадження за нововиявленими обставинами, про що йдеться у рішенні Європейського суду у справі «Нікітін проти Росії» від 20 липня 2004 р. . 
Засада однак не звільняє від цивільної відповідальності за завдану обвинуваченим шкоду (майнову і моральну). Таку шкоду відшкодовують у кримінальному провадженні за допомогою цивільного позову . 

## Res judicata в загальному праві
У загальному праві "res judicata" з’явилася як спосіб запобігти повторному розгляду справи, несправедливості по відношенню до сторін, а також для процесуальної економії часу у судовому провадженні. 
На "res judicata" може послатися суддя чи обвинувачений для захисту своїх прав.

 Загальне правило полягає в тому, що позивач, який порушив справу проти відповідача і отримав за результатом розгляду остаточне рішення, не може ініціювати повторне судове провадження по відношенню до того самого відповідача, якщо:

- судовий позов ґрунтується на тих самих фактичних обставинах;
- позивач вимагає іншу компенсацію ніж було заявлено у попередній справі;
- нова вимога могла бути складовою частиною попередньої у першому рішенні[15].